# قلوي

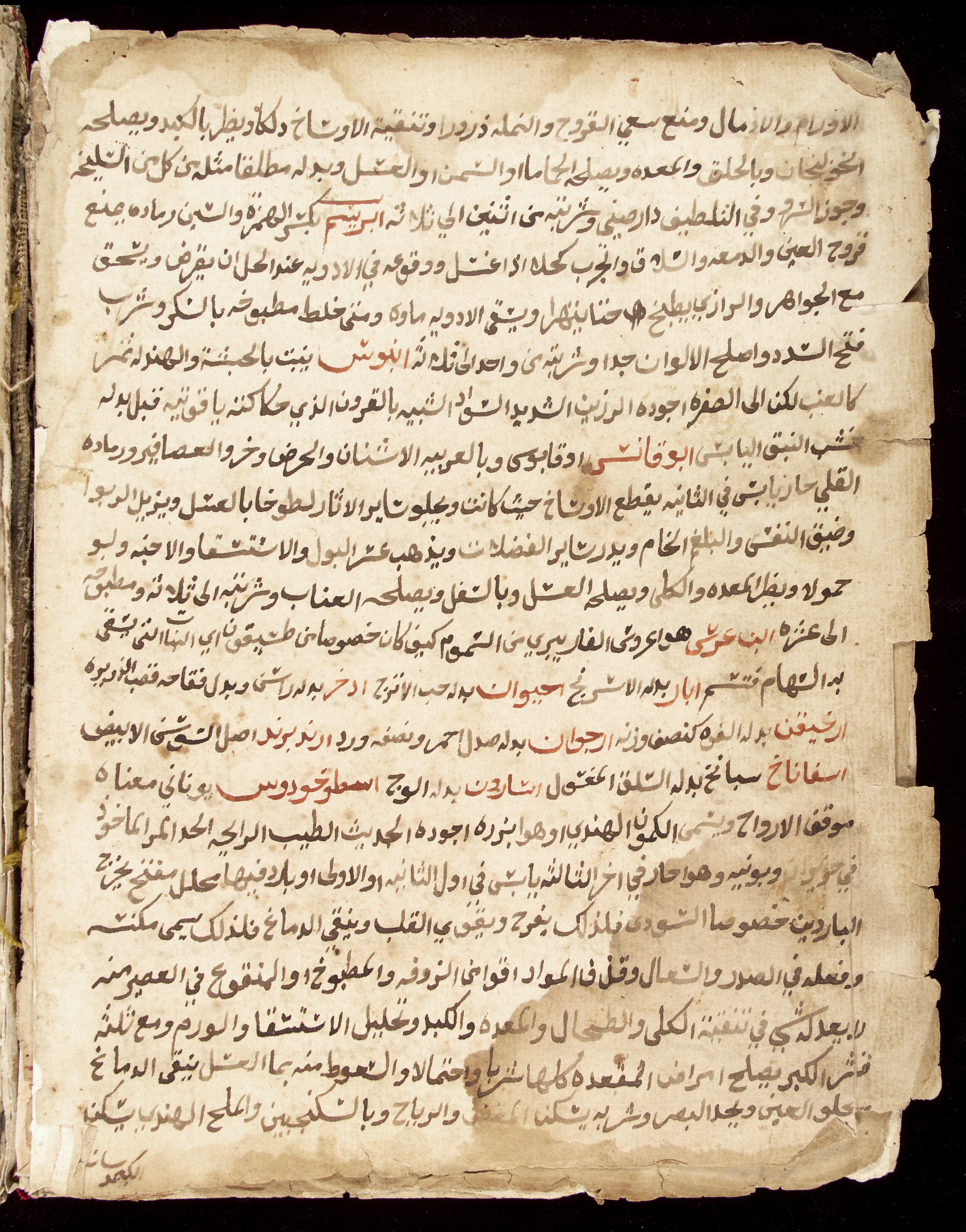
صفحة من مخطوط عربي قديم في علم الكيمياء، فيها أن القلي «رماد الأشنان».

القِلْوِيُّ أو المادة القِلْوِيَّة كلمةٌ عربية، وهي في الكيمياء: المِلح الأيوني القاعدي لفلزٍ قِلْويّ أو لفلزٍ قِلْويٍّ ترابي. وهي من القواعد.
تتفاعل القِلْوِيَّات والحَمْضيات (معًا) بشراهة في تفاعل حَمْضيٍّ قِلْويٍّ، وهي مهمة جدًا في الكيمياء.

## قلويات قوية
القلويات القوية هي مركبات كيميائية قلوية قادرة على نزع بروتون من الحموض الضعيفة جدًا في تفاعل حمض-قلوي. المركبات ذات ثابت التفكك الحمضي أكبر من 13 تسمى قلويات قوية. من الأمثلة الشائعة عن القلويات القوية هي هيدروكسيدات الفلزات القلوية والفلزات القلوية الترابية مثل NaOH وCa(OH)2. يمكن للقلويات القوية جدًا أن تنزع البروتونات من المجموعات الوظيفية الحمضية الضعيفة جدًا (C-H) حتى بدون وجود الماء.
المركبات الهيدروكسيدية مرتبة من الأقوى إلى الأضعف:
- هيدروكسيد البوتاسيوم (KOH)
- هيدروكسيد الباريوم (Ba(OH)2)
- هيدروكسيد السيزيوم (CsOH)
- هيدروكسيد الصوديوم (NaOH)
- هيدروكسيد السترونتيوم (Sr(OH)2)
- هيدروكسيد الكالسيوم (CaOH)
- هيدروكسيد الليثيوم (LiOH)
- هيدروكسيد الروبيديوم (RbOH)

كاتيونات هذه القلويات القوية تظهر في المجموعات الأولى والثانية من الجدول الدوري (الفلزات القلوية، والفلزات القلوية الترابية).